# تافی ویخو
تافی ویخو (به اسپانیایی: Tafí Viejo) شهری در کشور آرژانتین، ایالت توکومان است که در سال ۲۰۰۹ میلادی، حدود ۳۶٬۶۹۵ نفر جمعیت داشته است.